# Martin Dragosits
Martin Dragosits (Viena, Àustria, 25 de febrer de 1965) és un escriptor austríac.

## Biografia
Martin Dragosits va néixer a Viena. Després una escola d'economia va començar a treballar en el camp informàtic, al principi com a desenvolupador de programaris, després en posicions de management. Va publicar els primers textos literaris als anys 1980. Sobretot escriu poesia. Va publicar en revistes literàries a Àustria, Alemanya i Suïssa, i en antologies. A més, Dragosits escriu ressenyes crítiques.
Viu i treballa a Viena. Martin Dragosits és membre de les associacions Grazer Autorenversammlung i Österreichischer Schriftstellerverband.

## Obra

### Llibres
- Der Teufel hat den Blues verkauft, poesia, Arovell Verlag, Gosau 2007, ISBN 978-3-902547-44-6
- Der Himmel hat sich verspätet, poesia, Arovell Verlag, Gosau 2010, ISBN 978-3-902547-01-9

### Contribucions en antologies (tria)
- pazifist, poesia, dins: Unter der Wärme des Schnees - Neue Lyrik aus Österreich, Edition Umbruch, Mödling/Viena 1987, ISBN 978-3900602055
- Lichtspiele, poesia, dins: Lass uns herzen!: 24 Stunden Poesie - Wettbewerb Liebe und Lyrik, Ed. Anton G. Leitner, Múnic 2005, ISBN 978-3-8334-3941-4
- This is not a love song, poesia, dins: best german underground lyriks 2005, Acheron Verlag, Leipzig 2006, ISBN 3-9810222-1-1
- Ableger, poesia, dins: Leben und Tod, Lerato Verlag, Oschersleben 2006, ISBN 978-3-938882-08-5
- Hommage, poesia, dins: Die Tyrannei von Feder und Flasche, Acheron Verlag, Leipzig 2006, ISBN 3-9810222-2-X
- Weltmeisterschaft i Gesetzeskonform, poesia, dins: best german underground lyriks 2006, Acheron Verlag, Leipzig 2007, ISBN 978-3-9810222-4-7
- Die Wichtigen, poesia, dins: Als wäre es gestern gewesen - Als könnte es morgen sein, Lerato Verlag, Oschersleben, Ed. Fienhold/Meyer/Ganter, 2007, ISBN 978-3-938882-41-2
- Ergebnis, poesia, dins: Wortbeben - Komische Gedichte, Lerato Verlag, Oschersleben 2007, ISBN 978-3938882610
- Kopftuchverbot, poesia, dins:, Fügungen und Schicksale - Geschichten und Gedichte aus dem Land, Österreichischer Agrarverlag, Viena 2008, ISBN 978-3-7040-2320-9
- Einmal, poesia, dins: Trau.Schau.Frau - Frauen auf dem Lande, Österreichischer Agrarverlag, Viena 2009, ISBN 978-3-7040-2374-2